# Tricalysia elliottii
Tricalysia elliottii là một loài thực vật có hoa trong họ Thiến thảo. Loài này được (K.Schum.) Hutch. & Dalziel miêu tả khoa học đầu tiên năm 1931.